# José Blas Moles Alagarda
José Blas Moles Alagarda (Nules, 17 de juny de 1968) és un polític valencià, alcalde de Nules i diputat a les Corts Valencianes de la VI Legislatura.

## Biografia
Llicenciat en dret, milita en el Partido Popular, amb el que fou escollit alcalde de Nules a les eleccions municipals espanyoles de 1999. No es presentà a la reelecció i fou elegit diputat a les eleccions a les Corts Valencianes de 2003. Dimití al cap d'uns dies quan fou nomenat al juliol de 2003 director general d'Administració Local de la Generalitat Valenciana. L'octubre de 2006 fou substituït en el càrrec per Juan José Pérez Macián. En febrer de 2006 fou nomenat secretari de l'ajuntament d'Oropesa, càrrec que deixà el 2008 per desenvolupar aquesta tasca a Alcalà de Xivert, el 2010 novament a Oropesa i el 2012 a Onda.